# Gzdów
Gzdów – wieś w Polsce położona w województwie mazowieckim, w powiecie żyrardowskim, w gminie Puszcza Mariańska.
Prywatna wieś duchowna położona była w drugiej połowie XVI wieku w powiecie mszczonowskim ziemi sochaczewskiej województwa rawskiego. W latach 1975–1998 miejscowość należała administracyjnie do województwa skierniewickiego.

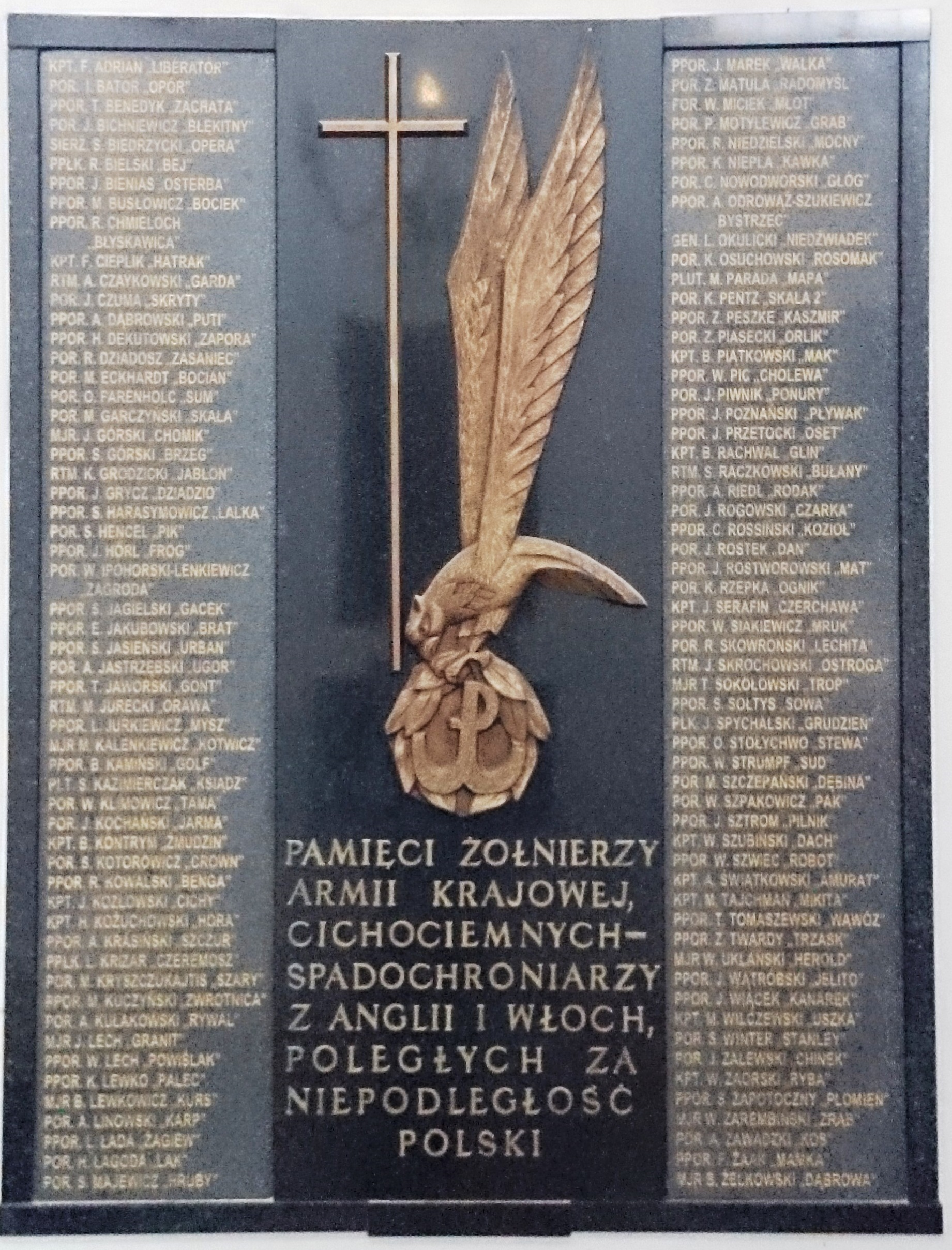
Tablica w kościele św. Jacka w Warszawie, upamiętniająca poległych cichociemnych, w tym Stanisława Biedrzyckiego

Urodził się tu Stanisław Biedrzycki – starszy sierżant lotnictwa, cichociemny, powstaniec warszawski.